# Quelea quelea
Quelea quelea là một loài chim trong họ Ploceidae.
Loài chim di cư này dài khoảng 12 cm và nặng 15–26 g, là loài bản địa của châu Phi cận Sahara. Loài này được đặt danh pháp khoa học bởi Linnaeus vào năm 1758, người coi nó là một loài sẻ đồng, nhưng năm 1850, Ludwig Reichenbach đã gán loài này sang chi mới là Quelea. Ba phân loài được công nhận, với Quelea quelea quelea hiện diện gần như từ Senegal đến Tchad, Q. q. aethiopica từ Sudan đến Somalia và Tanzania, và Q. q. lathamii từ Gabon đến Mozambique và Nam Phi. Những con chim ngoài mùa sinh sản có phần dưới sáng, phần trên sọc nâu, lông bay viền vàng và mỏ màu đỏ. Những con chim mái trong mùa sinh sản có mỏ màu vàng nhạt. Những con chim trống trong mùa sinh sản có lông mặt màu đen (hoặc hiếm khi có màu trắng), được bao quanh bởi lớp màu màu màu tía, hơi hồng, gỉ sắt hoặc hơi vàng trên đầu và ức. Loài này tránh các khu rừng, sa mạc và các khu vực lạnh hơn như ở độ cao lớn và ở miền nam Nam Phi. Chúng xây những chiếc tổ có mái che hình bầu dục được dệt từ những dải cỏ treo trên cành gai, mía hoặc lau sậy. Chúng sinh sản trong các quần thể rất lớn.